# Georges Michel (football)
Pour les articles homonymes, voir Georges Michel et Michel.
Georges Michel, né le 29 avril 1898 et mort le 6 janvier 1986, est un footballeur belge.
Après la fin de la Première Guerre mondiale et avec la reprise des championnats de football, en 1919 il fait ses grands débuts comme attaquant dans l'équipe première de Léopold Football Club. Malgré le médiocre classement de ce club bruxellois, l'attaquant révèle une grande facilité à marquer des buts et devient le meilleur buteur du premier championnat de Division 2 de l'après guerre, avec 26 buts.
Michel est ainsi naturellement appelé en équipe nationale: entre 1919 et 1922, il marque 3 buts en dix rencontres internationales. Il a la particularité d'être l'un des rares internationaux belges à n'avoir jamais joué en Division 1.
La fin de sa carrière ne nous est pas connue.

## Palmarès
- International  de 1919 à 1922  (10 matches et 3 buts)
- Meilleur buteur du Championnat de Belgique D2 en 1920  (26 buts)